# Animalul (film din 1977)
Animalul (în franceză L'Animal) este o comedie de acțiune franceză din 1977, regizată de Claude Zidi și cu Jean-Paul Belmondo și Raquel Welch în rolurile principale. A fost distribuit în Statele Unite ale Americii de compania Analysis Film Releasing Corp sub titlul Stuntwoman.

## Distribuție
- Jean-Paul Belmondo — Mike Gaucher / Bruno Ferrari
- Raquel Welch — Jane
- Charles Gérard⁠(d) — Hyacinthe
- Julien Guiomar⁠(d) — Fechner
- Aldo Maccione⁠(d) — Sergio Campanese
- Dany Saval — Doris
- Raymond Gérôme⁠(d) — contele de Saint-Prix
- Henri Génès⁠(d) — Camille, proprietarul cafenelei
- Claude Chabrol — regizorul de film
- Mario David — Santos
- Didier Flamand⁠(d) — vărul
- Josiane Balasko⁠(d) — fata de la supermarket
- Jacques Alric
- Henri Attal⁠(d) — un asistent
- Jane Birkin — vedeta feminină (apariție cameo)
- Johnny Hallyday — vedeta masculină (apariție cameo)
- Maurice Auzel
- Maurice Bénichou⁠(d)
- Edouard Bergara
- Paul Bisciglia⁠(d)
- Richard Bohringer⁠(d)
- Anne-Marie Coffinet
- Raphaële Devins
- Isabelle Duby
- Martine Ferrière
- Jean-Jacques⁠(d)
- Jean-Jacques Moreau⁠(d)
- Gilles Kohler⁠(d)
- Yves Mourousi⁠(d)
- Xavier Saint-Macary⁠(d)
- Agathe Vannier